# ФК Рио Аве
ФК Рио Аве (на португалски: Rio Ave Futebol Clube, изговаря се най-близко до Риу Ави Футебол Клуби) е португалски футболен отбор, основан през 1939 г. в град Вила до Конде, в северна Португалия. Треньор на отбора за сезон 2007 – 2008 г. е Жоао Еузебио.

## Успехи
- Купа на Португалия:
  -  Финалист (2): 1983/84,[1] 2013/14
- Купа на Португалската лига:
  -  Финалист (1): 2013/14
- Суперкупа на Португалия:
  -  Финалист (1): 2014
- Сегунда лига: (2 ниво)
  -  Шампион (2): 1995/96, 2002/03
  -  Вицешампион (3): 2007/08
- Сегунда Дивисао: (2 ниво)
  -  Шампион (1): 1985/86
- 3 дивизия:
  -  Шампион (1): 1976/77
  -  Вицешампион (3): 1990/91

### Регионални
- Купа на Порто:
  -  Носител (1): 1966/67
- Лига на честта:
  -  Шампион (1): 1995/96

## Известни бивши футболисти
- Никола Спасов: 1992/93 - (31 мача - 2 гола)